# 紅河谷 (中國電影)
《红河谷》是1996年拍摄的中国大陆电影，由宁静、邵兵等主演，反映了1904年木龍年戰爭中江孜戰役等历史事件。本片敘事把藏人抗英事蹟（駐藏清軍並沒有參戰）當作帝國主義瓜分中國的「百年國恥」的一部分。
影片结尾处提及并感谢伊恩·弗莱明（007小說的作者）的哥哥彼得·弗莱明。彼得·弗莱明1961年撰写了《刺刀指向拉萨》一书。
本片在中国获得奖项包括华表奖、金鸡奖和百花奖。與《西藏七年》等西方人主导拍摄的电影相比，對1999年亦在美國上映的该影片，觀眾反應冷淡，西方學術界也不重視，因其認為「这部电影偏向于中国政府政策宣传」。

## 演员名单
| 演員                       | 角色                  |
| -------------------------- | --------------------- |
| 宁静                       | 丹珠                  |
| 邵兵                       | 格桑                  |
| 应真                       | 雪儿达娃（洪雪儿）    |
| 多布吉                     | 头人                  |
| 保罗·克塞（Paul Kersey）   | 琼斯（Jones）         |
| 尼克·拉夫（Nicholas Love） | 罗克曼（Rockman）上校 |
| 仁桑曲珍                   | 阿妈                  |
| 曲吉                       | 嘎嘎                  |
| 张京生                     | 洪志（雪儿的哥哥）    |
| 洛丹                       | 代本                  |
| 张国庆                     | 管家                  |

雖然這是一部以西藏為背景的電影，但是主角都由漢人飾演，連藏軍也是由漢族解放軍飾演。

## 原声
除插曲藏族民谣《东边的草地上》外，本片原声音乐均由金复载作曲，插曲的独唱部分由宗庸卓玛担任。凭此原声，金复载获得1997年第17届金鸡奖最佳音乐奖。
| 曲序 | 曲目     | 时长 |
| ---- | -------- | ---- |
| 1.   | 传说     | 1:18 |
| 2.   | 活祭     | 3:26 |
| 3.   | 突围     | 1:49 |
| 4.   | 雪儿达娃 | 2:51 |
| 5.   | 神山     | 0:45 |
| 6.   | 处死     | 1:58 |
| 7.   | 送客     | 1:02 |
| 8.   | 林中     | 1:50 |
| 9.   | 打猎     | 2:10 |
| 10.  | 遇险     | 2:49 |
| 11.  | 离别     | 3:22 |
| 12.  | 回归     | 2:22 |
| 13.  | 入侵     | 1:12 |
| 14.  | 阴谋     | 1:39 |
| 15.  | 尸谷     | 2:29 |
| 16.  | 反击     | 3:35 |
| 17.  | 战争     | 2:46 |
| 18.  | 就义     | 1:12 |
| 19.  | 嘎嘎     | 2:15 |
| 20.  | 同心     | 0:49 |
| 21.  | 忏悔     | 3:56 |
| 22.  | 追忆     | 1:55 |

## 批評
雖然中國人普遍認為本片很真實，不是宣傳電影，John Powers 教授指出本片有不少不合理的地方。例如本片開頭雪兒達娃掉到黃河裡，不可能逆流而上，到西藏雅魯藏布江邊被格桑救起。藏軍由一名漢人（代本）率領也不太可能，因為江孜縣是前藏離中國最遠的地方，該地區當時禁止所有外人（包括漢人）進入已經數十年，所以當地不可能有漢人，而且當時多數藏人不知道中國宣稱西藏是其領土，所以由一名漢人領導藏軍並不合理。
藏學家羅伯·巴聶特指出本片偏離史實最多的地方是片中描述英軍被藏軍擊敗（木龍年戰爭中英軍沒有被擊敗過），以及藏軍造成英軍重大傷亡（榮赫鵬報告的數字是40人）。他認為本片的主要意識型態是「愛國反帝鬥爭」，但是與《農奴》一樣加入階級分析場面，例如有一幕丹珠與頭人騎馬穿過一直跪著的農奴們，其實藏人只對喇嘛下跪，對俗人表示敬意並不下跪。本片把藏人描寫成愚昧落後，例如有一幕是藏人看到雪崩不逃，反而跪拜。丹珠在死前高歌、戰士應和是本片的高潮，但是藏文歌詞其實是嘲笑一個女人是破鞋。